# Francesco Rocca
Francesco Rocca (San Vito Romano, 2 de agosto de 1954) é um ex-técnico e ex-futebolista italiano que atuava como lateral-esquerdo.

## Carreira

### Como jogador
Se profissionalizou na Roma, e durante treze temporadas vestiu apenas a camisa da equipe Giallorossi.

### Como técnico
Comandou a Seleção Italiana nos Jogos Olímpicos de 1988, de Seul.

## Títulos
Roma
- Copa da Itália: 1979–80, 1980–81

### Individuais
- Hall da Fama da Roma[2]